# تين أرفاكي
تين أرفاكي (الاسم العلمي:Ficus arfakensis) هو نوع من النباتات يتبع جنس التين من الفصيلة التوتية.